# Festuca purpurascens
Festuca purpurascens là một loài thực vật có hoa trong họ Hòa thảo. Loài này được Banks & Sol. ex Hook.f. mô tả khoa học đầu tiên năm 1847.